# Страшилки-2: Привиди Гелловіну
Страшилки-2: Привиди Гелловіну (англ. Goosebumps 2: Haunted Halloween) — американський комедійний фільм жахів 2018 року режисера Арі Санделя. Сиквел фільму «Страшилки» 2015 року.

## Сюжет
У покинутому будинку парочка хлопців, Сонні і Сем, знаходять дивну книгу «Неспокійний Хелловін» Р. Л. Стайна. Коли вони відкрили книгу, з неї виривається Слеппі, який хоче створити свою власну сім'ю за допомогою хелловінських чудовиськ. І тепер Сонні і Сем разом з сестрою Сонні, Сарою, повинні постаратися для того, щоб перешкодити Слеппі до того, як все буде втрачено.

## У ролях
| Актор                | Роль                                          |
| -------------------- | --------------------------------------------- |
| Джеремі Рей Тейлор   | Сонні Квінн                                   |
| Медісон Айсмен       | Сара Квінн                                    |
| Калліл Гаріс         | Сем Картер                                    |
| Венді Маклендон-Кові | Кеті Квінн                                    |
| Кріс Парнелл         | Волтер                                        |
| Кен Джонг            | містер Чу                                     |
| Мік Вінгерт          | Слеппі голос                                  |
| Шері Гідлі           | місіс Картер                                  |
| Джек Блек            | Роберт Лоуренс Стайн (в титрах не зазначений) |